# 24. Primetime Emmy-gála
A 24. Primetime Emmy-gála során az 1971 és 1972 között főműsoridőben bemutatott, amerikai televíziós programokat értékelték. A jelölteket az Academy of Television Arts & Sciences választotta ki. A Los Angeles-i Hollywood Palladiumban tartott ceremóniát az CBS tűzte műsorra 1972. május 14-én. A műsor házigazdája Johnny Carson volt.

## Győztesek és jelöltek
A nyertesek félkövérrel jelölve.

### Műsorok
| Legjobb vígjátéksorozat | Legjobb drámasorozat |
| --- | --- |
| - All in the Family (CBS) - The Mary Tyler Moore Show (CBS) - The Odd Couple (ABC) - Sanford and Son (NBC) | - Erzsébet királynő (PBS) - Columbo (NBC) - Mannix (CBS) - Marcus Welby, M.D. (ABC) - VIII. Henrik hat felesége (CBS)                                                                                              |
| Legjobb varieté szkeccssorozat | Legjobb talk varieté-show |
| - The Carol Burnett Show (CBS) - The Dean Martin Comedy Hour (NBC) - The Flip Wilson Show (NBC) - The Sonny & Cher Comedy Hour (CBS) | - The Dick Cavett Show (ABC) - The David Frost Show (szindikált sugárzás) - The Tonight Show Starring Johnny Carson (NBC)                                                                                          |
| Legjobb modern zenei műsor | Legjobb klasszikus zenei műsor |
| - 'S Wonderful 'S Marvelous 'S Gershwin (NBC) - The Flip Wilson Show (NBC) (Epizód: "Sammy Davis Jr., Lily Tomlin and Ed McMahon") - Julie and Carol at Lincoln Center (CBS) - The Sonny & Cher Comedy Hour (CBS) (Epizód: "Tony Randall and Honey Cone") | - Bernstein on Beethoven: A Celebration in Vienna (CBS) - Heifetz (NBC) - The Peking Ballet: First Spectacular from China (NBC) - The Trial of Mary Lincoln (PBS)                                                  |
| Legjobb napi drámasorozat | Legjobb gyerekműsor |
| - The Doctors (NBC) - General Hospital (ABC) | - Szezám utca (PBS) - The Electric Company (PBS) |
| Legjobb sportműsor | Az év műsora |
| - ABC's Wide World of Sports (ABC) - 1971 AFC Championship Game (NBC) - NFL Monday Night Football (ABC) - Rose Bowl Game (NBC) - World Series (NBC) - 1972. évi téli olimpiai játékok (NBC)                                                               | - Brian's Song (ABC) - All in the Family (CBS) (Epizód: "Sammy's Visit") - Erzsébet királynő (PBS) (Epizód: "The Lion's Cub") - A hófehér vadliba (NBC) - VIII. Henrik hat felesége (CBS) (Epizód: "Jane Seymour") |
| Legjobb új sorozat | |
| - Erzsébet királynő (PBS) - Columbo (NBC) - Sanford and Son (NBC) - VIII. Henrik hat felesége (CBS) - The Sonny & Cher Comedy Hour (CBS) | |

### Színészek

#### Főszereplők
| Legjobb férfi főszereplő (vígjátéksorozat) | Legjobb női főszereplő (vígjátéksorozat) |
| --- | --- |
| - Carroll O'Connor (Archie Bunker) - All in the Family (CBS) - Redd Foxx (Fred G. Sanford) - Sanford and Son (NBC) - Jack Klugman (Oscar Madison) - The Odd Couple (ABC) - Tony Randall (Felix Unger) - The Odd Couple (ABC)                                                  | - Jean Stapleton (Edith Bunker) - All in the Family (CBS) (Epizód: "Edith’s Problem") - Sandy Duncan (Sandy Stockton) - Funny Face (CBS) - Mary Tyler Moore (Mary Richards) - The Mary Tyler Moore Show (CBS) |
| Legjobb férfi főszereplő (drámasorozat) | Legjobb női főszereplő (drámasorozat) |
| - Peter Falk (Columbo) - Columbo (NBC) - Raymond Burr (Robert T. Ironside) - Ironside (NBC) - Mike Connors (Joe Mannix) - Mannix (CBS) - Keith Michell (VIII. Henrik angol király) - VIII. Henrik hat felesége (CBS) - Robert Young (Marcus Welby) - Marcus Welby, M.D. (ABC) | - Glenda Jackson (I. Erzsébet angol királynő) - Erzsébet királynő (PBS) - Peggy Lipton (Julie Barnes) - The Mod Squad (ABC) - Susan Saint James (Sally McMillan) - McMillan & Wife (NBC)                      |

#### Mellékszereplők
| Legjobb férfi mellékszereplő (vígjátéksorozat) | Legjobb női mellékszereplő (vígjátéksorozat) |
| --- | --- |
| - Ed Asner (Lou Grant) - The Mary Tyler Moore Show (CBS) (Epizód: "The Six-and-a-Half-Year Itch") - Ted Knight (Ted Baxter) - The Mary Tyler Moore Show (CBS) - Rob Reiner (Michael Stivic) - All in the Family (CBS) | - Valerie Harper (Rhoda Morgenstern) - The Mary Tyler Moore Show (CBS) (Epizód: "Where There's Smoke There's Rhoda") - Sally Struthers (Gloria Stivic) - All in the Family (CBS) (Epizód: "Mike's Problem") - Cloris Leachman (Phyllis Lindstrom) - The Mary Tyler Moore Show (CBS) |
| Legjobb férfi mellékszereplő (drámasorozat) | Legjobb női mellékszereplő (drámasorozat) |
| - Jack Warden (George Halas) - Brian's Song (ABC) - James Brolin (Dr. Steven Kiley) - Marcus Welby, M.D. (ABC) - Greg Morris (Barney Collier) - Mission: Impossible (CBS)                                             | - Jenny Agutter (Frith) - A hófehér vadliba (NBC) - Gail Fisher (Peggy Fair) - Mannix (CBS) - Elena Verdugo (Consuelo Lopez) - Marcus Welby, M.D. (ABC) |

#### Egyedülálló alakítások
| Kiemelkedő egyedülálló alakítás férfi főszereplőtől | Kiemelkedő egyedülálló alakítás női főszereplőtől |
| --- | --- |
| - Keith Michell (VIII. Henrik király) - VIII. Henrik hat felesége (CBS) (Epizód: "Catherine Howard") - James Caan (Brian Piccolo) - Brian's Song (ABC) - Richard Harris (Philip Rhayadar) - A hófehér vadliba (NBC) - George C. Scott (Edward Rochester) - Jane Eyre (NBC) - Billy Dee Williams (Gale Sayers) - Brian's Song (ABC) | - Glenda Jackson (I. Erzséber királynő) - Erzsébet királynő (PBS) (Epizód: "The Shadow in the Sun") - Helen Hayes (Sophie Tate Curtis) - Do Not Fold Spindle or Mutilate (ABC) - Glenda Jackson (I. Erzséber királynő) - Erzsébet királynő (PBS) (Epizód: "The Lion's Club") - Patricia Neal (Olivia Walton) - The Homecoming: A Christmas Story (CBS) - Susannah York (Jane Eyre) - Jane Eyre (NBC) |

### Rendezők
| Legjobb rendező (vígjátéksorozat) | Legjobb rendező (drámasorozat) |
| --- | --- |
| - All in the Family (CBS) (Epizód: "Sammy's Visit") – John Rich - The Mary Tyler Moore Show (CBS) (Epizód: "Thoroughly Unmilitant Mary") – Jay Sandrich - The Mary Tyler Moore Show (CBS) (Epizód: "Where There's Smoke There's Rhoda") – Peter Baldwin | - The Bold Ones: The Lawyers (NBC) (Epizód: "The Invasion of Kevin Ireland") – Alexander Singer - Columbo (NBC) (Epizód: "Rövid szivar") – Edward M. Abroms - The Man and the City (ABC) (Epizód: "Hands of Love") – Daniel Petrie |
| Legjobb rendező (varietésorozat) | Legjobb rendező (varieté különkiadás) |
| - The Sonny & Cher Comedy Hour (CBS) (Epizód: "Tony Randall") – Art Fisher - The Carol Burnett Show (CBS) – Dave Powers - The Flip Wilson Show (NBC) (Epizód: "Petula Clark and Redd Foxx") – Tim Kiley                                                 | - 'S Wonderful 'S Marvelous 'S Gershwin (NBC) – Walter C. Miller, Martin Charnin - Julie and Carol at Lincoln Center (CBS) – Dave Powers - Young People's Concerts: Liszt and the Devil (CBS) – Roger Englander                    |
| Legjobb rendező (különkiadás) | |
| - Üvegház (CBS) – Tom Gries - Brian's Song (ABC) – Buzz Kulik - The Homecoming: A Christmas Story (CBS) – Fielder Cook - Look Homeward, Angel (CBS) – Paul Bogart - A hófehér vadliba (NBC) – Patrick Garland                                           | |

### Forgatókönyvírók
| Legjobb forgatókönyv (vígjátéksorozat) | Legjobb forgatókönyv (drámasorozat) |
| --- | --- |
| - All in the Family (CBS) (Epizód: "Edith's Problem") – Burt Styler - All in the Family (CBS) (Epizód: "Mike's Problem") – Alan J. Levitt, Philip Mishkin - All in the Family (CBS) (Epizód: "The Saga of Cousin Oscar") – Burt Styler, Norman Lear | - Columbo (NBC) (Epizód: "Besegít a halál") – Richard Levinson, William Link - Columbo (NBC) (Epizód: "Ahogy a könyvben meg van írva") – Steven Bochco - Columbo (NBC) (Epizód: "Képek keret nélkül") – Jackson Gillis |
| Legjobb forgatókönyv (varieté különkiadás) | Legjobb rendező (varietésorozat) |
| - The Trial of Mary Lincoln (PBS) - Julie and Carol at Lincoln Center (CBS) - 'S Wonderful 'S Marvelous 'S Gershwin (NBC) | - The Carol Burnett Show (CBS) (Epizód: "Ray Charles") - The Flip Wilson Show (NBC) (Epizód: "Sammy Davis Jr., Lily Tomlin and Ed McMahon") - The Sonny & Cher Comedy Hour (CBS) (Epizód: "Carroll O'Connor")          |
| Legjobb eredeti forgatókönyv (drámaműsor) | Legjobb adaptált forgatókönyv (drámaműsor) |
| - To All My Friends on Shore (CBS) – Allan Sloane - Goodbye, Raggedy Ann (CBS) – Jack Sher - Thief (ABC) – John D.F. Black | - Brian's Song (ABC) – William Blinn - The Glass House (CBS) – Tracy Keenan Wynn - The Homecoming: A Christmas Story (CBS) – Earl Hamner Jr. - A hófehér vadliba (NBC) – Paul Gallico                                  |

## Fordítás
- Ez a szócikk részben vagy egészben  a(z)   24th Primetime Emmy Awards című angol Wikipédia-szócikk fordításán alapul.  Az eredeti cikk szerkesztőit annak laptörténete sorolja fel. Ez a jelzés csupán a megfogalmazás eredetét és a szerzői jogokat jelzi, nem szolgál a cikkben szereplő információk forrásmegjelöléseként.